# Седерман, Шэрин Кей
Шэрин Кей Седерман (англ. Sharyn Kay Cederman; 23 мая 1948, Мотуэка, Тасман — 17 января 2000, Мельбурн) — новозеландская феминистка и банкир
. Активный деятель Женского освободительного движения на территории Новой Зеландии.

## Биография
Шэрин Кей Седерман родилась в семье строителя Джона Седермана и его жены Юнис Маргарет, которая занимала должность офисного клерка, одновременно с этим работая на ферме. Чета Седерманов жила на Южном острове Новой Зеландии, где Шэрин закончила среднюю школу Мотуэки. В школьные годы она занималась плаванием, хоккеем, а также занимала должность школьного старосты. Поступив в 1966 году в Университет Виктории в Веллингтоне, Седерман начала изучать естественные науки, однако позже сменила факультет, отдав предпочтение торговле и администрированию. В 1970 году ей пришлось, так и недоучившись, покинуть университет, из-за нехватки времени ввиду получения нового рабочего места.
Будучи убеждённой феминисткой, Седерман стала одним из пионеров женского освободительного движения в Новой Зеландии. Первым шагом на этом пути, помимо активного участия в различных студенческих союзах, стало её выступление 1971 года в Окленде, во время которого она объявила собравшимся о прибытии Национальной организации женщин в Новую Зеландию. В следующем году она сыграла ведущую роль в создании Оклендской женской освободительной группы, деятельность Седерман в которой состояла в борьбе с запретом входа для женщин в некоторые общественные бары, а также в организации протестов против проведения конкурсов красоты. Помимо этого, Седерман поучаствовала в создании феминистского журнала Broadsheet и редактировании одного из основополагающих текстов новозеландского женского освободительного движения «Sexist Society» (1972).
Помимо предоставления женщинам новых прав, Седерман также боролась за предоставление качественной медицинской помощи в области женского здоровья. С этой целью она в 1973 году основала соответствующую организацию и устроила для американской активистки Лоррейн Ротман турне по Новой Зеландии. Впоследствии Седерман принимала участие в деятельности Ассоциации по реформированию законодательства об абортах Новой Зеландии и Службы сестёр за рубежом, тайной общественной организации, которая помогала женщинам, не имеющим возможности сделать аборт в Новой Зеландии, провести эту операцию в Австралии.
Одновременно с активистской деятельностью Седерман занималась построением карьеры в банке, пока в 1972 году в статусе помощника менеджера банка Merbank она не столкнулась с запретом женщинам продвигаться по карьерной лестнице дальше. Уволившись, она поступила в Оклендский университет, окончив который она вышла замуж за архитектора Эдварда Роберта Хейсома, с которым она переехала на Гавайи, где в 1980 году у них родились двое сыновей. После рождения детей Седерман поступила в Гавайский университет, окончив который она переехала в Брисбен после недолгого периода работы в Университете Чаминаде в Гонолулу.
В Австралии Седерман получила докторскую степень по маркетингу в Университете Квинсленда, после чего она устроилась на работу в страховую компанию, пока в 1987 году ей не предложили должность директора по стратегическому планированию в Advance Bank. Через пять лет Седерман вернулась в Новую Зеландию, где стала главным менеджером маркетинговых служб банка Westpac, в роли которого она расширила социальную программу банка, выделявшуюся на спасение исчезающего дерева Похутукава. В 1995 году она продолжила продвигаться по карьерной лестнице в Westpac, но уже в его австралийских офисах, однако, вскоре она была отстранена от работы и понижена в должности из-за уведомления своего начальства о поставленном ей диагнозе — миелофиброз, являющегося редкой формой рака костного мозга. Добровольно уйдя в отставку в 1999 году, Седерман заняла пост президента новозеландского филиала организации ЮНИФЕМ и одновременно согласилась на проведение рискованной операции, по итогу которой она впала в кому и скончалась в больнице Альфреда в Мельбурне 17 января 2000 года.